# Robert E. Lee
Robert Edward Lee (Condado de Westmoreland, 19 de janeiro de 1807 – Lexington, 12 de outubro de 1870) foi um oficial militar de carreira norte-americano conhecido por ter comandado o Exército da Virgínia do Norte durante a Guerra Civil Americana.
Filho do oficial revolucionário de guerra Henry Lee III, e um oficial de topo da Academia Militar dos Estados Unidos, Robert E. Lee destacou-se como um oficial excepcional, e como pioneiro e sapador, do Exército dos Estados Unidos durante 32 anos. Ao longo destes anos, prestou serviço por todo o país, destacando-se na Guerra Mexicano-Americana, e serviu como Superintendente da Academia Militar.
Quando o estado da Virgínia declarou a sua separação da União em abril de 1861, Lee decidiu escolher o seu estado-natal, apesar do seu desejo pessoal de o estado se manter intacto, e apesar do facto de o Presidente Abraham Lincoln ter oferecido a Lee o comando do Exército da União. Durante a Guerra Civil, Lee serviu como conselheiro militar sénior do Presidente Jefferson Davis. Depressa ascendeu como estrategista astuto e comandante de campo de batalha, vencendo várias batalhas contra exércitos da União muito superiores. As suas capacidades tácticas foram destacadas por muitos historiadores militares. No entanto, a visão estratégica de Lee não era tão boa, e ambas as suas principais ofensivas no Norte, terminaram em derrota.
O general Ulysses S. Grant empreendeu em 1864 e 1865 uma tenaz campanha contra as forças rebeldes no solo da Virgínia. Apesar de ter infligido, e também sofrido, pesadas baixas, Lee não conseguiu reverter o rumo da guerra para o lado sulista. Por fim, render-se-ia a Grant em Appomattox Court House, a 19 de abril de 1865. Por esta altura, Lee já tinha assumido o comando supremo dos restantes exércitos do Sul; as outras forças confederadas depressa se renderam após a rendição de Lee. Este recusou a proposta de uma rebelião sustentável contra o Norte, e pediu a reconciliação dos dois lados.
Depois da guerra, como Presidente da Universidade de Washington, Lee apoiou o programa do Presidente Andrew Johnson de Reconstrução, enquanto se opunha às propostas dos Radicais Republicanos de dar o direito de voto aos escravos libertados, e tirar esse direito aos ex-confederados. Pediu-lhes para repensarem a sua posição entre o Norte e o Sul, e a reintegração de antigos confederados na vida política do país. Lee tornou-se o grande herói do Sul, um ícone do pós-guerra da "Lost Cause of the Confederacy" para alguns. Apesar de seus sucessos, suas duas grandes ofensivas estratégicas em território da União terminaram em fracasso. As táticas agressivas e arriscadas de Lee, especialmente em Gettysburg, que resultaram em baixas elevadas em um momento em que a Confederação tinha escassez de mão de obra, foram alvo de críticas. Seu legado, e suas visões sobre raça e escravidão, têm sido objeto de debate contínuo e controvérsia histórica.

## Biografia
Filho do major-general "Light Horse" Harry Lee III (1756–1818), um famoso general da Guerra de Independência dos EUA, e de sua segunda esposa, Anne Hill Carter (1773-1829). Robert E. Lee nasceu em Stratford Hall Plantation em Westmoreland County, Virgínia, graduou-se na Academia Militar de West Point e destacou-se durante a guerra contra o México (1846-1848). Em 1857 herdou do seu sogro a famosa fazenda de Arlington, onde hoje encontra-se o mais conhecido cemitério militar dos EUA. Lee, que já possuía alguns escravos, tomou posse de 196 negros e licenciou-se do exército por dois anos para administrar a propriedade. O testamento estipulava que os escravos deveriam ser emancipados tão logo possível, mas Lee optou por retê-los por 5 anos, o máximo tempo que lhe era permitido. Em pelo menos uma ocasião, Lee ordenou que escravos fugitivos fossem chicoteados.
No início da década de 1860 chegara ao posto de Coronel no Exército dos Estados Unidos da América. Quando do início da secessão dos estados do sul, estava servindo no Texas e retornou para sua Virgínia natal. Foi convidado pelo Comandante do Exército, General Winfield Scott, para o comando de uma expedição contra os rebeldes sulistas. Quando ficou sabendo da adesão da Virgínia à Confederação, recusou o cargo e pediu baixa do Exército, justificando-se dizendo que não poderia combater contra sua terra natal.

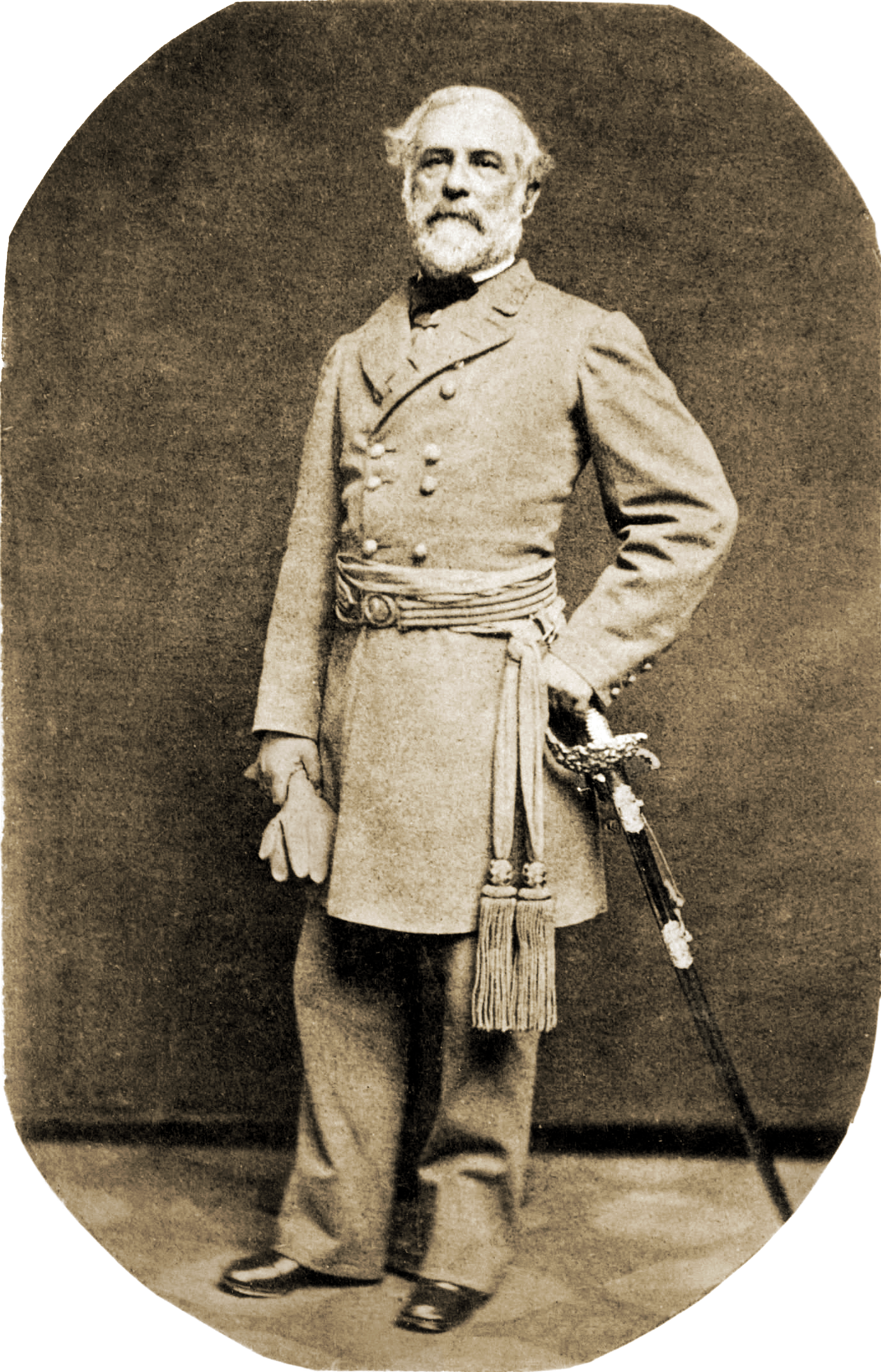
Lee em 1863.

Após a secessão da Virgínia, Lee tornou-se comandante das forças estaduais organizadas para defender o estado contra a intervenção federal. Com a formação da Confederação, ainda em 1861, Lee incorporou-se ao novo Exército Confederado com a patente de General e a função de conselheiro militar do Presidente da Confederação, Jefferson Davis. Em 1862, recebeu o comando do Exército da Virgínia do Norte, principal força militar dos Estados Confederados da América. No comando dessa força Lee derrotou os exércitos federais e seus diferentes comandantes em várias batalhas, como Segunda Batalha de Bull Run (ou Segunda Batalha de Manassas), Chancellorsville e Fredericksburg, tornando-se o mais temido e respeitado General da Confederação. Em 1863, Lee comandou seu exército na sua segunda invasão do norte, e chegou a ameaçar Filadélfia. No entanto, no verão de 1863, na Batalha de Gettysburg, cometeu o maior erro da sua carreira, ordenando um desastroso assalto frontal contra o bem defendido centro das posições inimigas. Após essa derrota, Lee ofereceu sua demissão a Jefferson Davis, que não a aceitou.
Nos meados de 1863, o comando dos exércitos da União foi finalmente assumido por um general resoluto - Ulysses Grant. Grant iniciou imediatamente uma grande ofensiva, conhecida como Campanha de Overland. Durante o restante de 1863 e até 1865, Lee comandou seu Exército do Norte da Virgínia numa série de batalhas, na maioria taticamente inconclusivas. Com tropas numericamente inferiores e castigadas pela fome e pela escassez de munição, ele conseguiu apenas atrasar o avanço das forças federais. Entretanto, a cada batalha a Confederação sofria perdas que não poderia repor. Em 1865, após a queda de Petersburg e da Capital Confederada, Richmond, ambas na sua Virgínia natal, Lee e seu exército se renderam para as forças da união sob comando do General Ulysses S. Grant.
Após a guerra, Robert E. Lee tornou-se reitor da Universidade Washington da Virgínia e renovou seu juramento de lealdade aos Estados Unidos da América. Após sua morte em 1870, a Universidade passou a chamar-se "Universidade Washington-Lee", nome que mantém até hoje. Sua cidadania americana foi restaurada, postumamente, pelo Presidente Gerald Ford, em 15 de agosto de 1975.
Na década de 1870, Lee tornou-se a figura emblemática do movimento intelectual e literário sulista conhecido como "Lost Cause" ("Causa Perdida"). O movimento apresentava uma visão idealizada da luta confederada, que teria sido empreendida principalmente para defender os direitos constitucionais do estado do sul. A escravidão era afastada do seu papel central na gênese do conflito. Nesse contexto Lee era representado como um nobre cavaleiro, a encarnação das virtudes sulistas. Buscava-se apresentar o general como benevolente às aspirações da população negra, a despeito do seu próprio passado escravagista. Os seus erros eram frequentemente atribuídos aos subordinados. O exemplo mais conhecido é o Pickett’s Charge (Assalto de Pickett) em Gettysburg, onde os resultados catastróficos da má avaliação em plena gestão do General Lee eram frequentemente justificados como erro de execução de James Longstreet.
Após a guerra, Lee não foi preso ou punido, mas ele perdeu o direito de votar, assim como alguns bens. Em 28 de setembro de 1870, Lee sofreu um acidente vascular cerebral. Ele morreu duas semanas mais tarde, pouco depois das 9h em 12 de outubro de 1870, em Lexington, Virgínia, ele foi enterrado debaixo da Capela Lee em Washington and Lee University, onde seu corpo até hoje lá permanece. Robert Edward Lee permanece, até os dias de hoje, entre os mais respeitados militares americanos.

## Resumos das batalhas de Lee na Guerra Civil
A seguir estão resumos de campanhas da Guerra Civil e grandes batalhas onde Robert E. Lee era o oficial comandante:
| Batalha                      | Data                             | Resultado | Oponente  | Força das tropas confederadas | Força das tropas da União | Baixas confederadas            | Baixas sindicais | Anotações |
| ---------------------------- | -------------------------------- | --- | --------- | ----------------------------- | ------------------------- | ------------------------------ | ---------------- | --- |
| Cheat Mountain               | 11 a 13 de setembro de 1861      | Derrota | Reynolds  | 5 000                         | 3 000                     | c. 90                          | 88               | A primeira batalha de Lee na Guerra Civil. Severamente criticado, Lee foi apelidado de "Vovó Lee". Lee foi enviado para SC e GA para supervisionar fortificações. |
| Sete Dias                    | 25 de junho – 1 de julho de 1862 | Taticamente inconclusivo; vitória estratégica confederada - Oak Grove: Impasse (retirada da União) - Beaver Dam Creek: vitória da União - Gaine's Mill: vitória confederada - Savage's Station: Impasse - Glendale: Impasse (retirada da União) - Malvern Hill: vitória da União | Mcclellan | 95 000                        | 91 000                    | 20 614                         | 15 849           | Taticamente inconclusivo; vitória confederada estratégica, como a retirada de McPherson para Harrison's Landing terminou a Campanha da Península. Lee absolveu-se bem, e permaneceu no comando de campo durante a guerra sob a direção de Jefferson Davis. As tropas da União permaneceram na Baixa Península e na Fortaleza Monroe, que se tornou um terminal na Underground Railroad, e o local chamando os escravos fugidos de "contribands", não retornou mais aos seus proprietários rebeldes. |
| Bull Run                     | 28 a 30 de agosto de 1862        | Vitória | Pope      | 50 000                        | 77 000                    | 7 298                          | 14 462           | As forças da União continuaram a ocupar partes do norte da Virgínia, mas não conseguiram se expandir ainda mais. |
| South Mountain               | 14 de setembro de 1862           | Derrota | Mcclellan | 18 000                        | 28 000                    | 2 685                          | 2v325            | Os confederados perderam o controle dos distritos congressionais mais ocidentais da Virgínia, que mais tarde seriam os condados centrais da Virgínia Ocidental. |
| Antietam                     | 16 e 18 de setembro de 1862      | Inconclusivo | Mcclellan | 52 000                        | 75 000                    | 13 724                         | 12 410           | Taticamente inconclusivo, mas estrategicamente uma vitória do União. Os confederados perderam uma oportunidade de ganhar reconhecimento estrangeiro; Lincoln avançou em sua Proclamação de Emancipação preliminar. |
| Fredericksburg               | 11 de dezembro de 1862           | Vitória | Burnside  | 72 000                        | 114 000                   | 5 309                          | 12 653           | Com as tropas e suprimentos de Lee esgotados, os confederados permaneceram no lugar ao sul do Rappahannock. As forças da União não se retiraram do norte da Virgínia. |
| Chancellorsville             | 1 de maio de 1863                | Vitória | Hooker    | 60 298                        | 105 000                   | 12 764                         | 16 792           | As forças da União se retiraram para cercar Washington, D.C. |
| Gettysburg                   | 1 de julho de 1863               | Derrota | Meade     | 75 000                        | 83 000                    | 23 231–28 063                  | 23 049           | O exército confederado estava física e espiritualmente exausto. Meade foi criticado por não perseguir imediatamente o exército de Lee. Esta batalha ficou conhecida como a marca de água alta da Confederação. Lee nunca mais invadiria pessoalmente o Norte depois desta batalha. Em vez disso, ele estava determinado a defender Richmond e, eventualmente, Petersburg a todo custo. |
| Wilderness                   | 5 de maio de 1864                | Inconclusivo | Grant     | 61 000                        | 102 000                   | 11 033                         | 17 666           | Grant se desligou e continuou sua ofensiva, circulando para leste e sul avançando sobre Richmond e Petersburg. |
| Spotsylvania                 | 12 de maio de 1864               | Inconclusivo | Grant     | 52 000                        | 100 000                   | 12 687                         | 18 399           | Embora derrotado e incapaz de tomar as defesas de Lee, Grant continuou a ofensiva da União, circulando para leste e sul avançando sobre Richmond e Petersburg |
| North Anna                   | 23 a 26 de maio de 1864          | Inconclusivo | Grant     | 50 000–53 000                 | 67 000–100 000            | 1 552                          | 3 986            | North Anna provou ser um caso relativamente menor quando comparado com outras batalhas da Guerra Civil. |
| Totopotomoy Creek            | 28 a 30 de maio de 1864          | Inconclusivo | Grant     | N/A                           | N/A                       | 1 593                          | 731              | Grant continuou suas tentativas de manobrar em torno do flanco direito de Lee e atraí-lo para uma batalha geral a céu aberto. |
| Cold Harbor                  | 1 de junho de 1864               | Vitória | Grant     | 62 000                        | 108 000                   | 5 287                          | 12 000           | Embora Grant tenha sido capaz de continuar sua ofensiva, Grant se referiu ao ataque a Cold Harbor como seu "maior arrependimento" da guerra em suas memórias. |
| Second Battle of Deep Bottom | 14 de agosto de 1864             | Inconclusivo | Grant     | 20 000                        | 28 000                    | 1 700                          | 2 901            | A União tenta quebrar as linhas de cerco confederadas em Richmond, a capital confederada. |
| Campanha Appomattox          | 29 de março de 1865              | Derrota | Grant     | 56 000                        | 114 000                   | c. 25 000 General Lee se rende | c. 9 700         | O general Robert E. Lee rendeu-se ao general Ulysses S. Grant. Após a rendição, Grant deu ao exército de Lee rações alimentares muito necessárias; eles foram colocados em liberdade condicional para voltar para suas casas, nunca mais para pegar em armas contra a União. |

## Na cultura
Lee é um personagem principal nos romances da Família Shaara The Killer Angels (1974), Gods and Generals (1996) e The Last Full Measure (2000), bem como nas adaptações cinematográficas de Gettysburg (1993) e Gods and Generals (2003). Ele é interpretado por Martin Sheen no primeiro e pelo descendente de Lee Robert Duvall no segundo. Lee é retratado como um herói no romance infantil histórico Lee and Grant at Appomattox (1950) de MacKinlay Kantor. Sua participação na Guerra Civil é contada a partir da perspectiva de seu cavalo no livro Traveller (1988), de Richard Adams.
Lee é um assunto óbvio para as histórias alternativas da Guerra Civil Americana. Bring the Jubilee (1953), de Ward Moore, If the South Had Won the Civil War (1960), de MacKinlay Kantor, e The Guns of the South (1992), de Harry Turtledove, todos têm Lee terminando como presidente de uma Confederação vitoriosa e libertando os escravos (ou preparando as bases para que os escravos sejam libertados em uma década posterior). Embora os romances de Moore e Kantor o relegem a um conjunto de referências passageiras, Lee é mais um personagem principal em Turtledove's Guns. Ele também é o personagem principal de "Lee at the Alamo", de Turtledove. A série "Guerra entre as Províncias" de Turtledove é uma alegoria da Guerra Civil contada na linguagem dos contos de fadas, com Lee aparecendo como um cavaleiro chamado "Duque Eduardo de Arlington". Lee também é um cavaleiro em "The Charge of Lee's Brigade" no volume 1 de Alternate Generals, escrito pelo amigo de Turtledove, S. M. Stirling, e com Lee, cuja Virgínia ainda é uma leal colônia britânica, lutando pela Coroa contra os russos na Crimeia. Em "East of Appomattox" de Lee Allred no volume 3 de Alternate Generals, Lee é o ministro confederado de Londres por volta de 1868, procurando desesperadamente ajuda para uma CSA que se revelou pouco adequada para a independência. Grey Victory, de Robert Skimin, apresenta Lee como um personagem coadjuvante que se prepara para concorrer à presidência em 1867.
No romance Lincoln's Dreams, de Connie Willis, de 1987, uma assistente de pesquisa conhece uma jovem que sonha com a Guerra Civil do ponto de vista de Robert E. Lee.

O Dodge Charger apresentado na série de televisão da CBS The Dukes of Hazzard (1979-1985) foi nomeado The General Lee. No filme de 2005 baseado nesta série, o carro passa por uma estátua de Lee, enquanto os ocupantes do carro o saúdam.

### Biografias
- Blount, Roy, Jr. Robert E. Lee, Penguin Putnam, 2003. 210 pp., short popular biography, ISBN 0-670-03220-4.
- Carmichael, Peter S., ed. Audacity Personified: The Generalship of Robert E. Lee Louisiana State University Press, 2004, ISBN 0-8071-2929-1.
- Connelly, Thomas L. "Robert E. Lee and the Western Confederacy: A Criticism of Lee's Strategic Ability." Civil War History 15 (June 1969): 116–32.
- Cooke, John E., A Life of General Robert E. Lee, Kessinger Publishing, 2004.
- Dowdey, Clifford. Lee 1965.
- Fellman, Michael (2000). The Making of Robert E. Lee. New York: Random House (ISBN 0-679-45650-3).
- Fishwick, Marshall W. Lee after the War 1963.
- Flood, Charles Bracelen. Lee — The Last Years 1981.
- Freeman, Douglas Southall. Lee (4 vols, 1935); abridged one-volume edition, edited by Richard Harwell (1961); the standard biography
- Gallagher, Gary W. Lee the Soldier (University of Nebraska Press, 1996)
- Nolan, Alan T. Lee Considered, University of North Carolina Press, Chapel Hill, NC (1991)
- Pryor, Elizabeth Brown. Reading the Man: A Portrait of Robert E. Lee Through His Private Letters. New York: Viking, 2007.
- Smith, Eugene O. Lee and Grant: a Dual Biography, McGraw-Hill, New York (1991)
- Thomas, Emory. Robert E. Lee, W.W. Norton & Co., 1995 (ISBN 0-393-03730-4) full-scale scholarly biography

### Campanhas militares
- Bonekemper, III, Edward H. How Robert E. Lee Lost the Civil War. Sergeant Kirkland's Press, Fredericksburg, Virginia. 1997. ISBN 1-887901-15-9
- Bowden, Scott and Ward, Bill. Last Chance For Victory: Robert E. Lee And The Gettysburg Campaign. DaCapo Press, 2003.
- Brown, Kent Masterson. Retreat from Gettysburg: Lee, Logistics, and the Pennsylvania Campaign. University of North Carolina Press, 2005.
- Cagney, James. "Animations of the Campaigns of Robert E. Lee" Click Here for the Animations (2008)
- Cavanaugh, Michael A., and William Marvel, The Petersburg Campaign: The Battle of the Crater: "The Horrid Pit", June 25 – August 6, 1864 (1989)
- Davis, William C. Death in the Trenches: Grant at Petersburg (1986).
- Dowdey, Clifford. The Seven Days 1964.
- Dugard, Martin. The Training Ground: Grant, Lee, Sherman, and Davis in the Mexican War, 1846–1848 (2009) e procura de texto
- Freeman, Douglas S., Lee's Lieutenants: A Study in Command (3 volumes), Scribners, 1946, ISBN 0-684-85979-3.
- Fuller, Maj. Gen. J. F. C., Grant and Lee, A Study in Personality and Generalship, Indiana University Press, 1957, ISBN 0-253-13400-5.
- Glatthaar, Joseph T. General Lee's Army: From Victory to Collapse (2009) excerto e procura de texto
- Grimsley, Mark, And Keep Moving On: The Virginia Campaign, May–June 1864 University of Nebraska Press, 2002.
- Harmon, Troy D. Lee's Real Plan at Gettysburg Stackpole Books, 2001
- Harsh, Joseph L. Taken at the Flood: Robert E. Lee and Confederate Strategy in the Maryland Campaign of 1862 (Kent State University Press, 1999)
- Johnson, R. U., and Buel, C. C., eds., Battles and Leaders of the Civil War. 4 vols. New York, 1887–88; essays by leading generals of both sides; online edition
- Konstam, Angus; Bryan, Tony (2004). Confederate Blockade Runner 1861-65. [S.l.]: 
Osprey Publishing, Wisconsin. p. 48 Url
- McWhiney, Grady, Battle in the Wilderness: Grant Meets Lee (1995)
- Maney, R. Wayne, Marching to Cold Harbor. Victory and Failure, 1864 (1994).
- Marvel, William. Lee's Last Retreat: The Flight to Appomattox. University of North Carolina Press, 2002.
- Matter, William D. If It Takes All Summer: The Battle of Spotsylvania (1988)
- Miller, J. Michael. The North Anna Campaign: "Even to Hell Itself", May 21–26, 1864 (1989).
- Rafuse, Ethan S. Robert E. Lee and the Fall of the Confederacy, 1863–1865 (2008) excerto e procura de texto
- Rhea, Gordon C. and Chris E. Heisey. In the Footsteps of Grant and Lee: The Wilderness Through Cold Harbor (2007)
- Rhea, Gordon C. The Battle of the Wilderness May 5–6, 1864, Louisiana State University Press, 1994, ISBN 0-8071-1873-7.
- Rhea, Gordon C. The Battles for Spotsylvania Court House and the Road to Yellow Tavern May 7–12, 1864, Louisiana State University Press, 1997, ISBN 0-8071-2136-3.
- Rhea, Gordon C. To the North Anna River: Grant and Lee, May 13–25, 1864, Louisiana State University Press, 2000, ISBN 0-8071-2535-0.
- Rhea, Gordon C. Cold Harbor: Grant and Lee, May 26 – June 3, 1864, Louisiana State University Press, 2002, ISBN 0-8071-2803-1.

### Historiografia e legado
- Adams, Michael C. C. "Robert E. Lee and Perspective over Time," Civil War History v. 49#1 (2003) pp 64–70
- Connelly, Thomas L., "The Image and the General: Robert E. Lee in American Historiography." Civil War History 19 (March 1973): 50–64.
- Connelly, Thomas L., The Marble Man. Robert E. Lee and His Image in American Society. New York: Alfred A. Knopf, 1977.
- Fulmer, Hal W. "Southern Clerics and the Passing of Lee: Mythic Rhetoric and the Construction of a Sacred Symbol," Southern Communication Journa l55 (1990): 355-71
- Gallagher, Gary W. Lee and His Army in Confederate History. University of North Carolina Press, 2001
- Gallagher, Gary W. Lee and His Generals in War and Memory (1998).
- McCaslin, Richard B. Lee in the Shadow of Washington. Louisiana State University Press, 2001.
- McPherson, James M., and William J. Cooper, Jr., eds. Writing the Civil War: The Quest to Understand (University of South Carolina Press, 1998)
- Reid, Brian Holden. Robert E. Lee: Icon for a Nation, London: Weidenfeld & Nicolson, 2005.
- Ross, Michael A. "The Commemoration of Robert E. Lee's Death and the Obstruction of Reconstruction in New Orleans," Civil War History, Volume 51#2 June 2005, pp. 135–150 doi:10.1353/cwh.2005.0032